# 14. november
14. november je 318. dan leta (319. v prestopnih letih) v gregorijanskem koledarju. Ostaja še 47 dni.

## Dogodki
- 1882 – konča se gradnja utrdbe Kluže
- 1918 – Narodna vlada SHS izda odlok o začasni upravi za Slovenijo
- 1940 – Luftwaffe poruši Coventry
- 1951 – ZDA ponudijo vojaško in ekonomsko pomoč Jugoslaviji
- 1965 – bitka za Ia Drang Valley, prva bitka med ZDA in Vietnamom
- 2001 – slovenska nogometna reprezentanca v dodatnih kvalifikacijah izloči romunsko in se uvrsti na svetovno prvenstvo v nogometu 2002

## Rojstva
- 1668 – Johann Lukas von Hildebrandt, avstrijski arhitekt († 1745)
- 1719 – Leopold Mozart, avstrijski skladatelj, violinist, glasbeni pedagog († 1787)
- 1751 – Capel Lofft, angleški pisatelj († 1824)
- 1765 – Robert Fulton, ameriški inženir, izumitelj († 1815)
- 1771 – Marie François Xavier Bichat, francoski anatom in fiziolog († 1802)
- 1775 – Paul Johann Anselm, Ritter von Peurbach, nemški pravnik († 1833)
- 1797 – sir Charles Lyell, škotski geolog († 1875)
- 1805 – Fanny Hensel, nemška pianistka in skladateljica († 1847)
- 1807 – Auguste Laurent, francoski kemik († 1853)
- 1838 – August Šenoa, hrvaški pisatelj († 1881)
- 1839 – Joaquim Guilherme Gomes Coelho - Júlio Dinis, portugalski zdravnik, pisatelj († 1871)
- 1840 – Claude Monet, francoski slikar († 1926)
- 1885 – Constance Mayfield Rourke, ameriška zgodovinarka († 1941)
- 1889 – Džavaharlal Nehru, indijski predsednik vlade, filozof († 1964)
- 1891 – Frederick Grant Banting, kanadski fiziolog in zdravnik, nobelovec 1923 († 1941)
- 1895 – Frank J. Lausche, ameriški politik slovenskega rodu († 1990)
- 1897 – John Steuart Curry, ameriški slikar († 1946)
- 1905 – Tone Čufar, slovenski pisatelj († 1942)
- 1906 – Jože Žitnik, slovenski kirurg onkolog († 1973)
- 1907 – Astrid Lindgren, švedska pisateljica († 2002)
- 1916 – Roger Apéry, francosko-grški matematik († 1994)
- 1918 – Pavlik Morozov, ruski komunistični mučenik († 1932)
- 1920 – Alojzij Šuštar, slovenski nadškof, metropolit († 2007)
- 1921 – Antoinette de Vaucouleurs, francosko ameriška astronomka († 1987)
- 1922 – Butros Butros-Gali, egiptovski diplomat in politik († 2016)
- 1930 – Edward Higgins White II., ameriški astronavt († 1967)
- 1935 – Husein I., jordanski kralj († 1999)
- 1948 – Charles, valižanski princ, angleški prestolonaslednik
- 1954 – Bernard Hinault, francoski kolesar
- 1954 – Condoleezza Rice, ameriška političarka in profesorica politologije
- 1981 – Jura Arsić, slovenski nogometni trener
- 1989 – Domen Lorber, finski kolesar

## Smrti
- 565 – Justinijan I., bizantinski cesar (ali tudi 13. november) (* 483)
- 669 – Fudživara Kamatari, japonski državnik (* 614)
- 1227 – Lešek I. Beli, poljski veliki vojvoda, knez Sandomierza (* 1184)
- 1263 – Aleksander Nevski, ruski knez in pravoslavni svetnik (* 1220)
- 1282 – Ničiren, japonski budistični menih (* 1222)
- 1328 – Arigaba/cesar Tijanšun, mongolski vrhovni kan, kitajski cesar dinastije Yuan (* 1320)
- 1359 – Gregorij Palamas, bizantinski pravoslavni menih, teolog in mistik (* 1296)
- 1391 – Nikolaj Tavelić, hrvaški frančiškanski misijonar, mučenec, svetnik (* 1340)
- 1522 – Ana Francoska, francoska tegentka (* 1461)
- 1716 – Gottfried Leibniz, nemški filozof, matematik, fizik, pravoznanec, zgodovinar, jezikoslovec, knjižničar, diplomat (* 1646)
- 1780 – Jacobus Houbraken, nizozemski graver (* 1698)
- 1825 – Jean Paul, nemški pisatelj (* 1763)
- 1829 – Louis-Nicolas Vauquelin, francoski kemik (* 1763)
- 1831 – Georg Wilhelm Friedrich Hegel, nemški filozof (* 1770)
- 1831 – Ignaz Josef Pleyel, avstrijski skladatelj in izdelovalec klavirjev (* 1757)
- 1946 – Manuel de Falla, španski skladatelj (* 1876)
- 1964 – Heinrich von Brentano, nemški odvetnik in politik (* 1904)
- 1980 – Maksim Gaspari, slovenski slikar (* 1883)

## Prazniki in obredi
- Etiopija – konec ramadana (Eid-al-Fitr)
- svetovni dan diabetesa